# Garrofer
El garrofer, garrover o garrofera (Ceratonia siliqua) és un arbre mediterrani trioic de la família de les lleguminoses de tronc gruixut, tortuós i irregular, baix, de capçada ampla i branques llargues, grosses i més o menys horitzontals.

## Descripció
El garrofer és un arbre perennifoli de fins a 10 metres d’alçada, amb una copa ampla i una escorça esquerdada de color bru; també té un tronc gruixut i generalment irregular, amb branques llargues i robustes que poden vinclar-se fins a gairebé tocar el terra.
Fulles paripinnades, constituïdes per 2 a 6 parells de folíols coriacis amb formes que van d’ovalades a el·líptiques i d'entre 2 a 7 cm de longitud, truncats en l'àpex, el qual acostuma a estar mucronat, i atenuats per la base. Són glabres durant la maduració, d'un color verd fosc brillant per l'anvers i més pàl·lids i mats pel revers. El pecíol normalment mesura entre 1 i 6 cm de longitud i les seves estípules tenen forma triangular.
Les flors del garrofer són pedicel·lades, acompanyades de bràctees i bractèoles triangulars i disposades en raïms més o menys erectes o patents. Les flors generalment solen ser unisexuals, tot i que, excepcionalment poden haver-hi flors bisexuals en cada inflorescencia. El periant està constituït per 5 lòbuls el·líptics, excepcionalment més, amb una mida que varia d'entre els 4 i els 18 mm de longitud. L'androceu està conformat per 5 estams amb antenes, que poden ser grogues, ataronjades o vermelloses, i un disc nectarífer de color verdós, més o menys circular o pentalobulat i que mesura entre 2 i 4 mm d'amplada. El seu ovari és fusiforme, té el seríceo lleugerament estipitat, amb l'estigma bilobulat.
El seu fruit, anomenat garrova o garrofa, és un llegum indehiscent, de forma entre linear-el·líptica, recta o corba, de 5 fins a 25 cm de longitud, amb cares planes i d'un color terrós fosc i lluent, i que un cop madur assoleix un color marró fosc, gairebé negre. La llavor és el garrofí, i té forma ovoide, de color marró brillant i llisa, i n'hi ha d'1 a 18 per garrofa.
És un arbre de reproducció per llavors, tot i que també es pot donar a través d'esqueixos i empelts. Té un creixement lent i poden arribar a viure fins a més de 200 anys.

## Hàbitat i distribució
És un arbre propi de la zona del litoral mediterrani compresa entre els 0 i els 600 metres d'altitud i, més excepcionalment, sobre els 400 metres d'altitud en la zona prelitoral. Acostumen a créixer en zones assolellades i de sols calcaris i ben drenats, on el pH varii entre 6 i 8'5 i la capa d'humus del terra sigui pobre. Suporten bastant bé la sequera i les fortes ventades i és molt resistent a les plagues i malalties. No suporta temperatures inferiors a -6 °C ni una pluviositat superior als 675 l/any.
A la península Ibèrica es troba sobretot en el litoral comprès entre el Garraf i l'Algarve. També és molt típics a les Illes Balears, particularment Mallorca i Eivissa. D'acord amb el Ministeri d'Agricultura, Pesca i Alimentació d'Espanya i les seves dades del 2018, l'Estat Espanyol té el nombre d'hectàrees de cultiu de garrofer més gran del món (50.000 ha), que es concentren al País Valencià (17.494 ha), les Illes Balears (13.022 ha), Catalunya (6.743 ha), i en menor mesura Andalusia (1.452 ha) i Múrcia (944 ha).

## Importància ecològica
El garrofer té un paper molt important en la fixació i protecció del sòl, així com en ser refugi, aliment i protecció de la biodiversitat. Al ser una espècie d’origen mediterrani no necessita molta aigua per al seu creixement, és xeròfila i, per tant, és idònia per a la reforestació de zones mediterrànies afectades per la sequera o l’erosió.

## Gastronomia

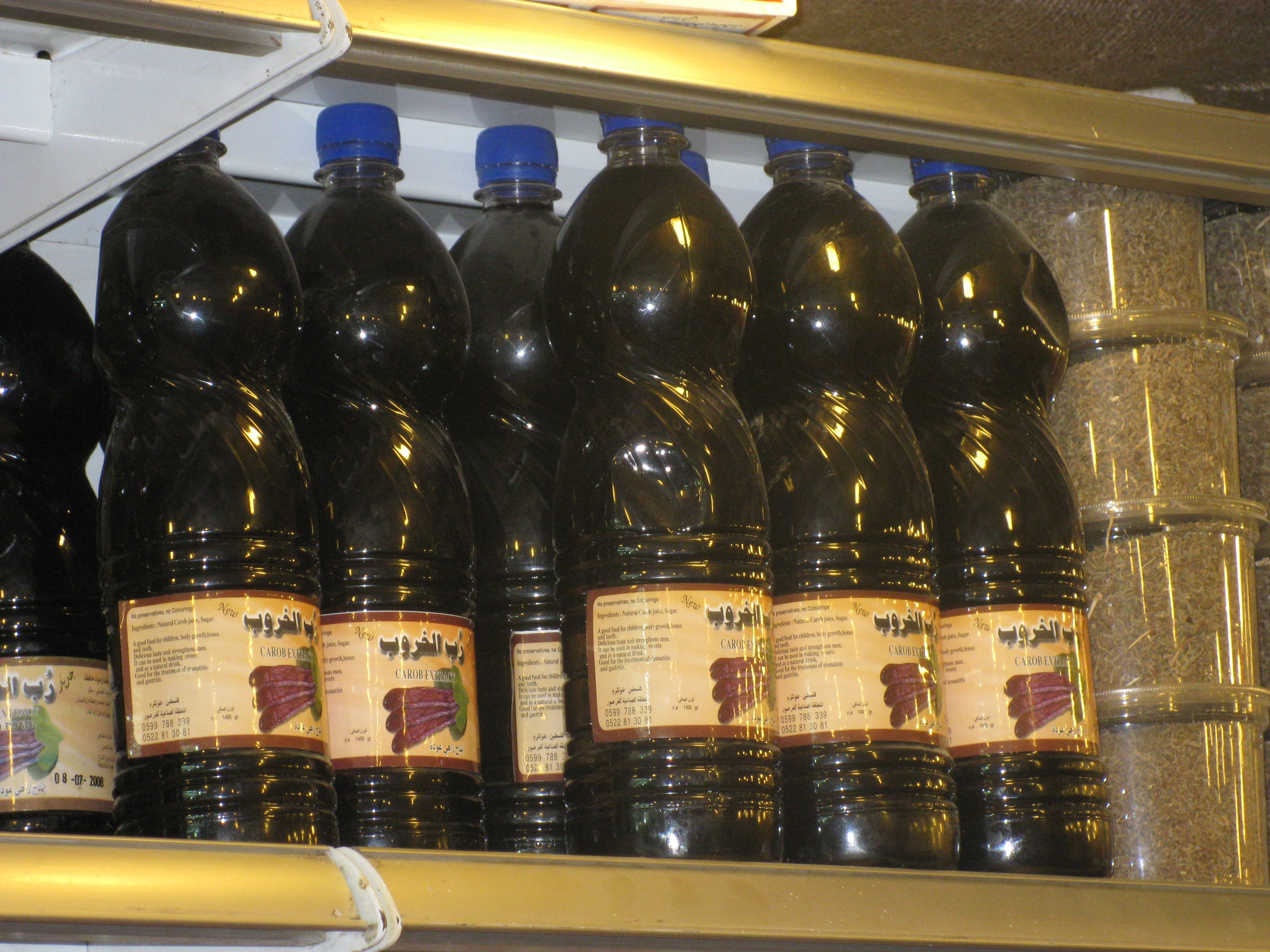
Mel de garrofer

La polpa que recobreix les llavors és dolça i és encara consumida com a aliment a l'Egipte i Síria. És un dels fruits de la cuina mediterrània ancestral, tot i que actualment el seu consum és molt reduït als països de nivell de vida més alt.
Segons Monlau (1890), els turcs feien sorbets barrejant la farina de garrofí amb regalèssia i els egipcis confitaven amb el garrofí el tamarinde i el mirabolà.
Durant la Guerra Civil espanyola i la postguerra se'n feia un succedani de xocolata de baixa qualitat. A les Balears, ha estat un aliment tradicional en èpoques de fam.
Les llavors s'usen per a fabricar additius alimentaris com ara la goma de garrofí, que s'utilitza com a espessidor. L'estat espanyol n'és el primer productor mundial.
Actualment, hi ha botigues de dietètica que venen farina de garrofa i preparats alimentaris a base de garrofa, que cerquen de recuperar el consum d'aquest aliment tradicional menyspreat, car la garrofa és naturalment dolça, no conté cafeïna ni els altres estimulants del cacau i és baixa en greixos i calories. És un bon succedani del cacau per a persones que pateixen afeccions renals i hepàtiques, reumatisme, gota i artritis. La farina de garrofa es pot fer servir per a la preparació de pastissos i bombons.

## Producció
Les zones productores de garrofa presenten climes amb temperatures temperades i estius secs amb la següent distribució a nivell mundial:
- Espanya: 40%
- Itàlia: 15%
- Portugal 10%
- Xipre 7%
- Marroc 5%
- També a Turquia, Grècia, Austràlia (regions d'Adelaida i Perth), Nova Zelanda, Califòrnia i Sud-àfrica.

El País Valencià representa el 50% de la producció estatal i una quarta part (25%) de la producció mundial.

## Usos
Actualment la garrofa s'utilitza com a aliment del bestiar, bé directament pasturant a terra (porcs o ovelles) o capolada i separada del pinyol (cavalls). La garrofa també es fa servir en la fabricació de la coberta digestible de les càpsules de medicaments (especialment les llavors).
Les fulles i l'escorça s'utilitzen per adobar les pells. És un bon combustible i dona un bon carbó. La fusta de garrofer és densa i resistent als corcs. S'usa en la construcció de mobles i botes.
L'escorça del garrofer és astringent i el seu fruit, laxant. Les llavors poden produir gran quantitat de mucílag, que es fa servir com a laxant en preparacions farmacèutiques.

## Curiositats
Les llavors del seu fruit són de massa força uniforme, al voltant dels 0,2 grams cadascuna; s'utilitzaven en l'antiguitat per a pesar joies i gemmes, del seu nom en grec antic κεράτιον (keration) prové el mot quirat, mesura encara avui vigent en joieria.
Es diu que la garrofa la consumia Sant Joan Baptista –sembla que va ser el seu únic aliment durant la vida al desert– i d'aquí que, en alguns llocs, se la conegui com a pa de sant Joan.

## Galeria

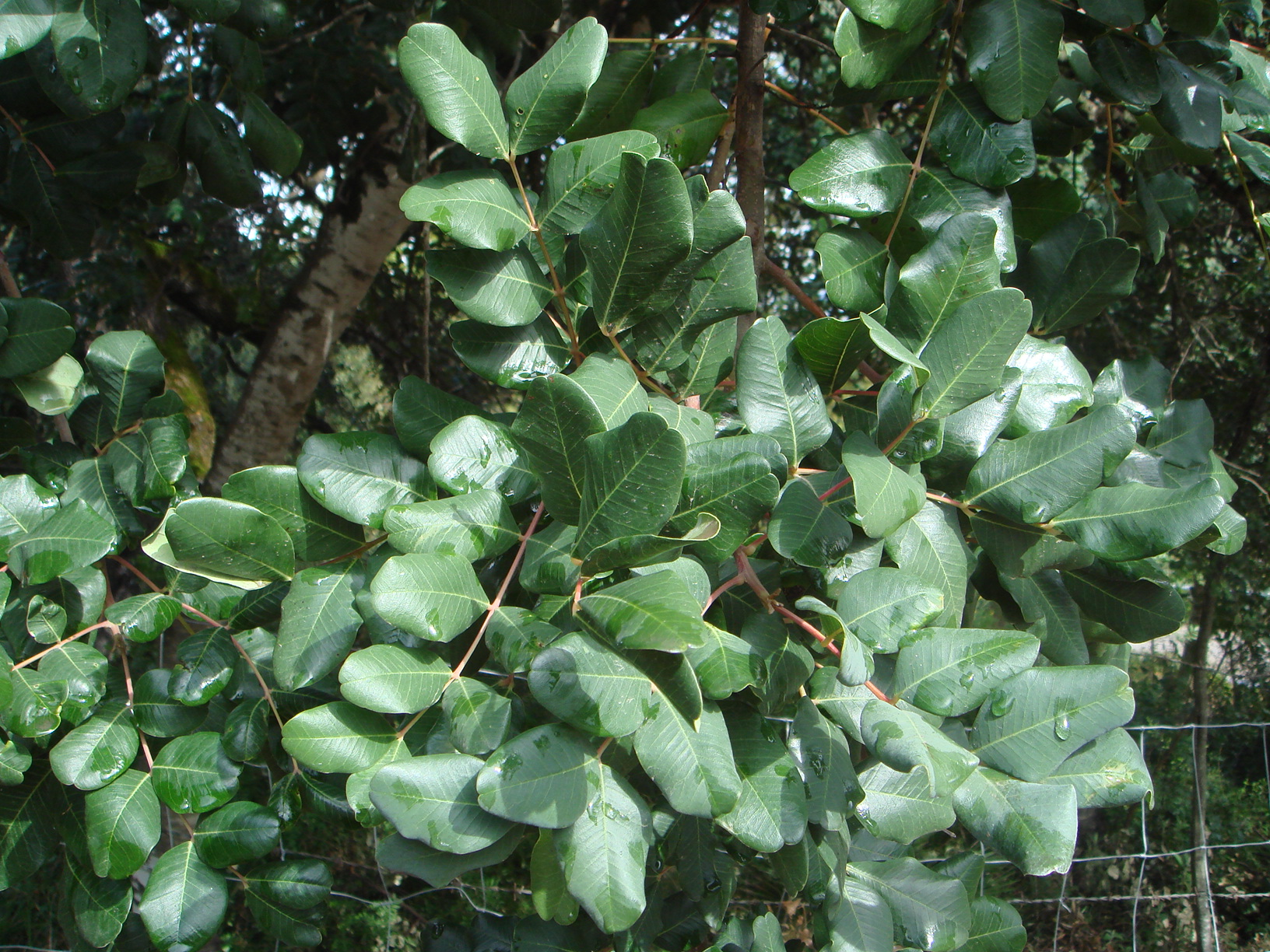
Fulles
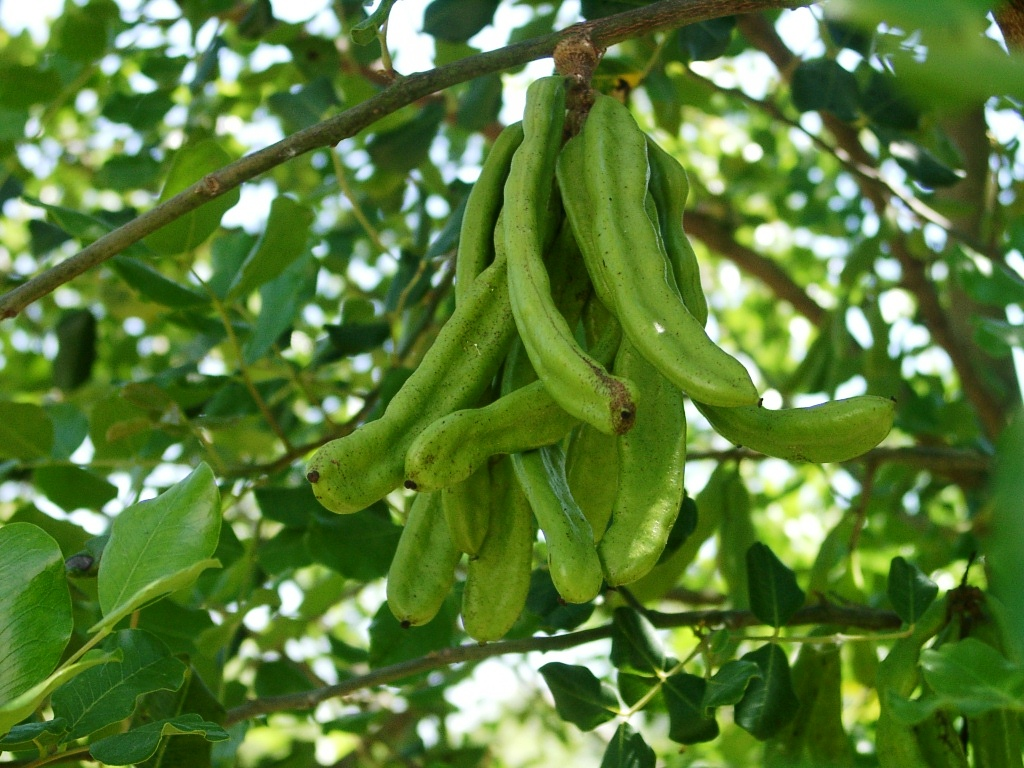
Fulles i garrofes verdes
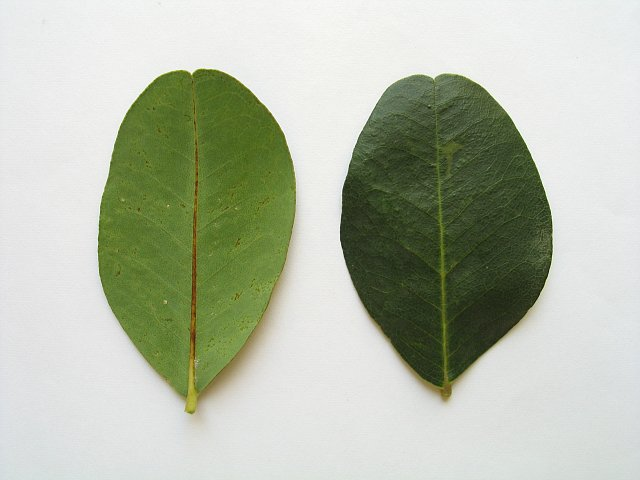
Folíols
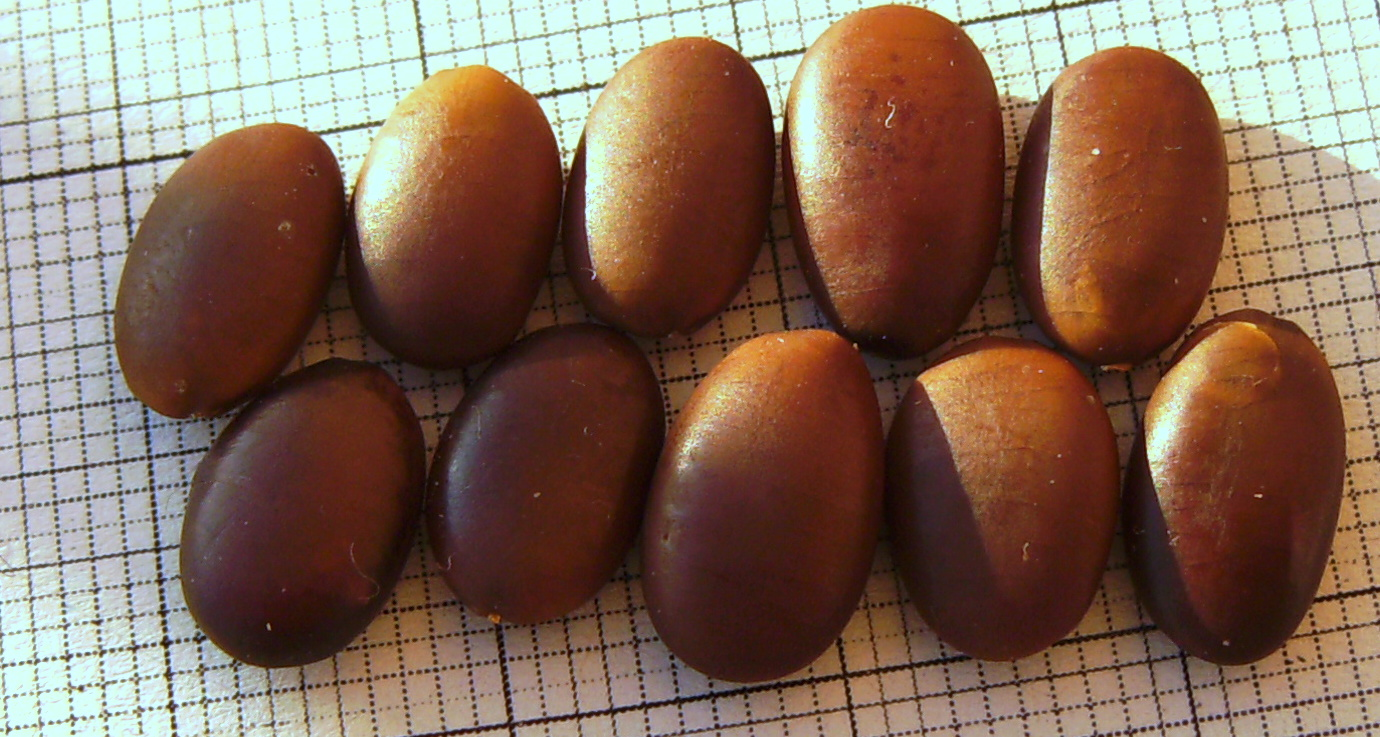
Llavors
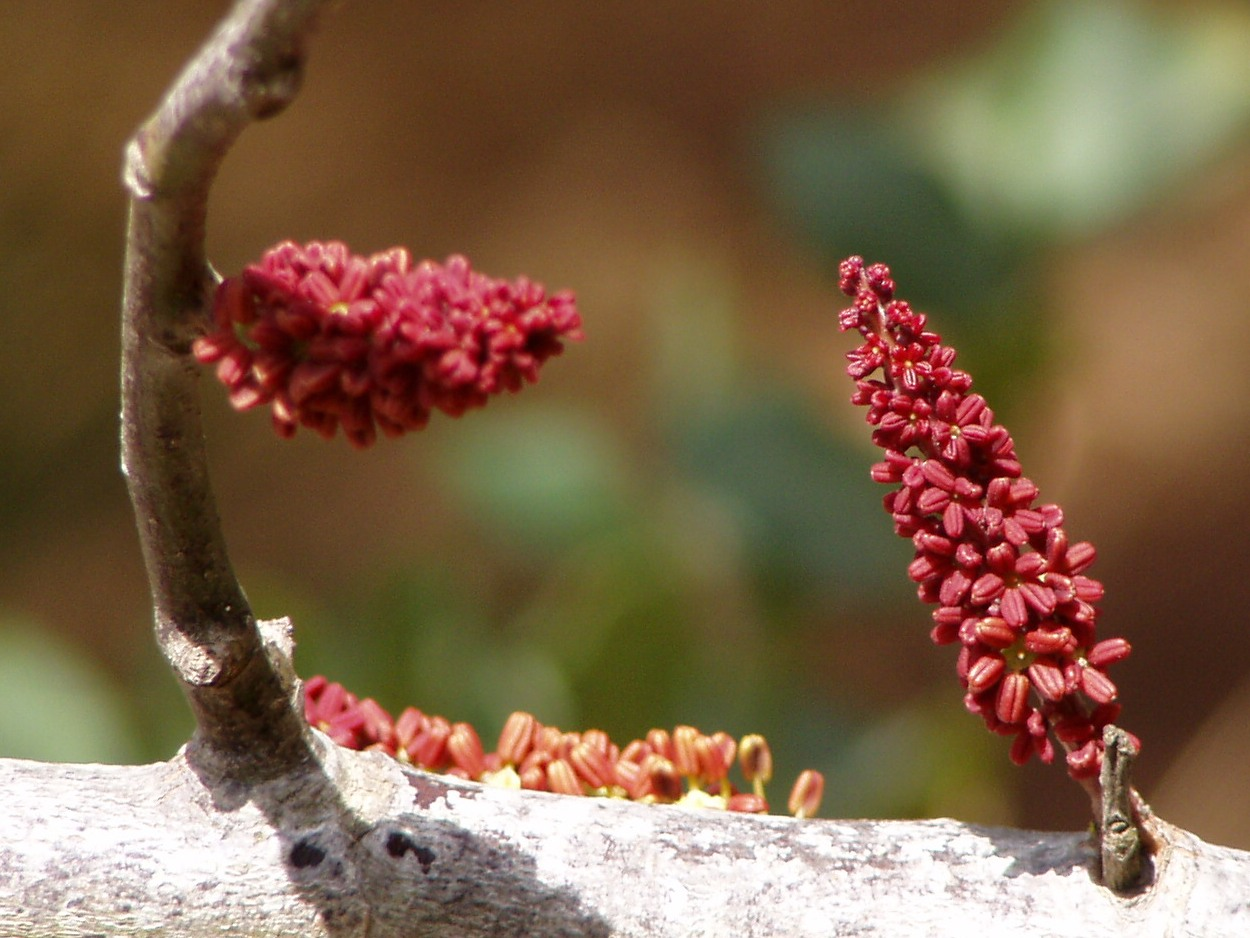
Flors
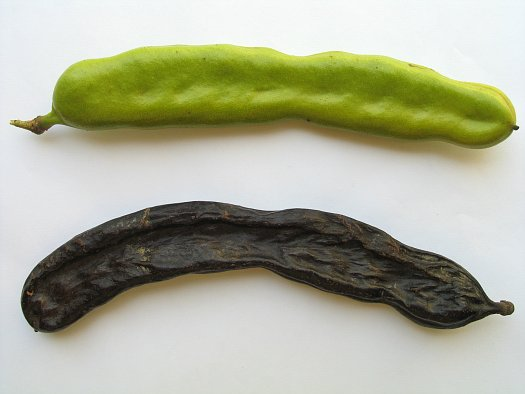
Garrofes
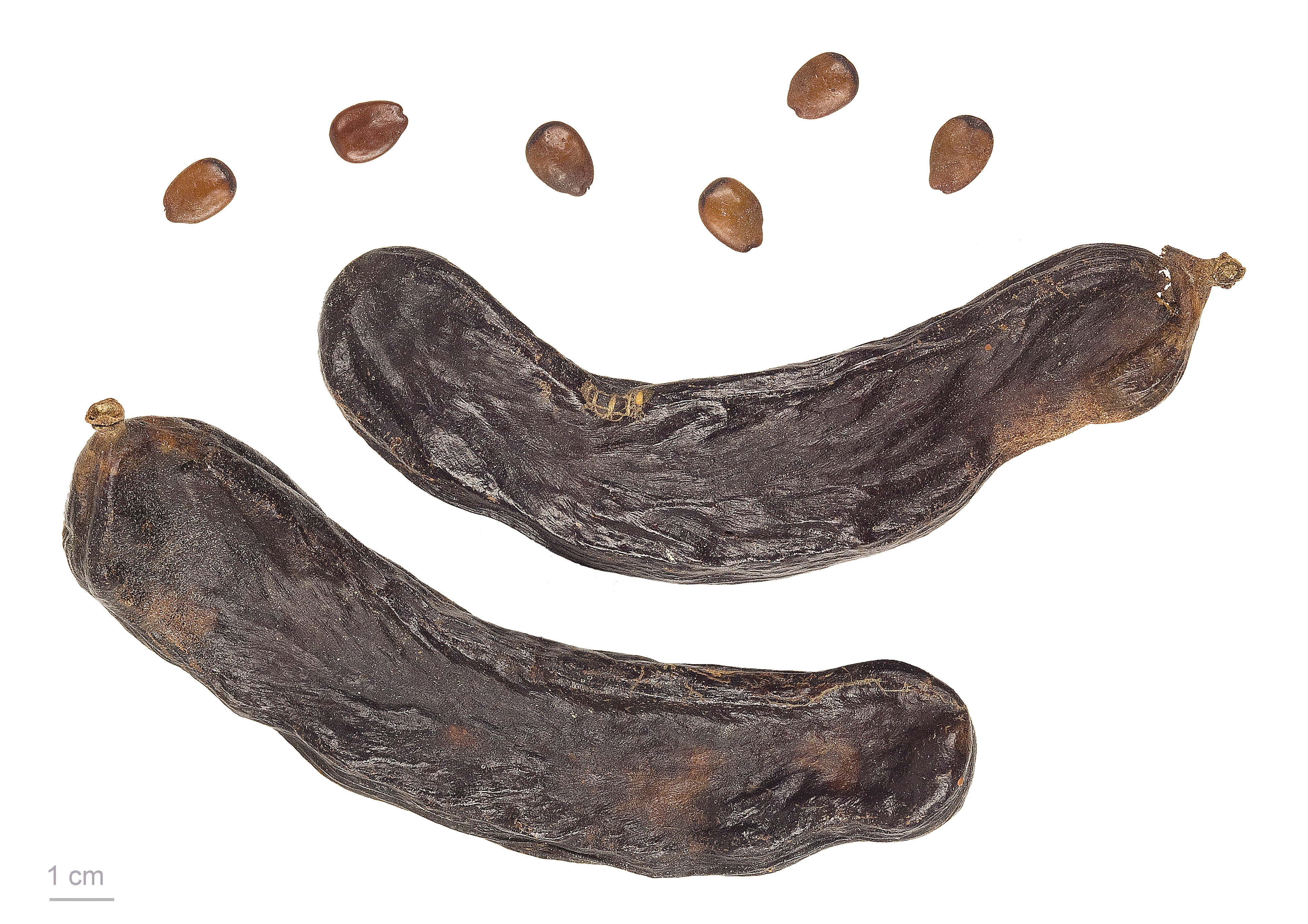
Ceratonia siliqua